# میگل د پاس
میگل د پاس (اسپانیایی: Miguel de Paz‎؛ زادهٔ ۳۱ ژانویه ۱۹۶۱) بازیکن هاکی روی چمن اهل اسپانیا بود.
وی در مسابقات کشوری و بین‌المللی در مجموع برندهٔ ۱ مدال نقره شده‌است.